# Молото, Тротт
Тротт Нчило Молото (англ. Trott Nchilo Moloto; род. 19 июля 1956, Полокване) — южноафриканский футбольный тренер.

## Карьера
В качестве профессионального футбольного тренера в 1998 году возглавил тренерский штаб национальной сборной ЮАР, занимая этот пост по 2000 год. В 2002 году он вновь ненадолго принял на себя обязанности тренера национальной команды .
В 2005 году непродолжительное время тренировал танзанийский клуб «Симба», а три года спустя начал работать с командой «Мамелоди Сандаунз». В 2010 году вновь временно возглавил её тренерский штаб, после чего завершил профессиональную карьеру тренера.